# Yoshiichi Watanabe
Yoshiichi Watanabe, född 5 april 1954 i Japan, är en japansk tidigare fotbollsspelare.